# ジェン (プロ雀士)
ジェン（Jenn Barr、3月1日 - ）は、アメリカのシアトル出身のプロ雀士である。所属は日本プロ麻雀連盟で、連盟内の段位は四段。上智大学出身。タレント活動もしている。

## 出演
- 2004年 恋のから騒ぎ
- 2004~2005年 SmaStation
- 2006年 アイチテル
- 2011年 パチスロ：雀龍桜花
- 2011年 パチンコ：南国麻雀

## 書籍

### 著書
- Reach Mahjong: The Only Way to Play (洋書) Huntington Press 2009年 ISBN 978-1935396345

### 写真集
- 日本プロ麻雀連盟 女流プロ写真集 国士無双 和泉由希子・高宮まり・東城りお・ジェン ほか 全13名（2013年12月26日、竹書房）ISBN 978-4812497746